# 奥居斯特·皮卡尔
奥居斯特·皮卡尔（Auguste Piccard，1884年1月28日—1962年3月24日），是瑞士一名物理学家、发明家和探险家。他曾经搭乘氫气球升到16,165米的高空做研究，并曾进入潜水艇中深入3,050米深的海底观测深海。
奥居斯特·皮卡尔在苏黎世的瑞士联邦理工学院上学，并且在1922年成为布里塞尔自由大学的物理学教授。他在1922、1924、1927、1930、1933年均是索菲尔会议的会员。
1930年，出于对膨胀的兴趣及上层大气的好奇，他设计了一个球形压铝的贡多拉，其无需压力装置可以上升到一个很大的高度。1931年5月27日，他和保羅·吉普弗（Paul Kipfer）从德国起飞并到达了16,200米的高度。在这次旅行中，他得到了大量关于上层气体的资料及对宇宙线的测量。并与1932年8月18日在瑞士着陆。他总共尝试了27次飞行，最终达到了23,000米的纪录。
在20世纪30年代中期，当他意识到对高空气球驾驶艙的修改将使其进入深海中，他的兴趣发生了改变。1937年，他设计了一个小的坚硬的贡多拉，以便进入深海。一切准备就绪，却被二战的爆发中断了。1945年重新工作，他创作了一个气泡形的驾驶员座舱，即使外界压力超过46MPa，驾驶舱内仍然可以保持正常气压。一个巨大而且装有低密度液体（汽油）的浮力箱繫在那个沉重的驾驶舱上面。液体压缩性较小，因此提供的浮力不随外界压力增大而改变。为了使新的浮力舱下沉，成吨的可以重新回到水面的铁块附在上面。这个创作被称作FNRS-2，于1950年卖给了法国海军，在此之前做过多次无人尝试。在1954年，它被重新设计，并成功带人下降至海平面下4,176米。

## 家族
- 雅克·皮卡爾：奧居斯特之子。同樣是探險家，協助父親製作特里亞斯特號潛水艇，並於1960年1月與唐納德·沃爾什乘坐其下潛至馬里亞納海溝10,911米深處。